# مارتین چایلدز
مارتین چایلدز (انگلیسی: Martin Childs؛ زادهٔ ۱ ژوئیهٔ ۱۹۵۴) طراح تولید اهل بریتانیا است.
وی همچنین برندهٔ جوایزی همچون جایزه اسکار بهترین طراحی صحنه شده‌است.